# Оптимізація геометрії
Оптимізація геометрії (англ. geometry optimization, рос. оптимизация геометрии) — розрахунки з використанням методів обчислювальної хімії (молекулярної механіки, квантової хімії (напівемпіричних, ab initio) тощо) для знаходження конфігурації з найменшою енергією або такої, що відповідає сідловій точці на поверхні потенційної енергії. При розрахункові координати атомів підбираються так, щоб сили, які діють на атом, стали рівними нулю. Це означає локальний мінімум на поверхні потенціальної енергії, але не обов’язково глобальний мінімум для цієї системи. Часом такі розрахунки проводяться, щоби знайти перехідний стан.